# Великі Вязьоми
Великі Вязьоми (рос. Большие Вязёмы) — селище міського типу (з 2001) в Одинцовському міському окрузі Московської області Росії.

## Географія

### Розташування
Розташований за 20 км від адміністративного центру Одинцовського міського округу — міста Одинцово.
Робоче селище Великі Вязьоми межує з містом Голіцино на півдні залізницею (Смоленського напрямку), потім на заході Нижнім Голіцинським ставком і далі Можайським шосе (Великі Вязьоми — з півночі, Голіцино — з півдня). На сході до Великих Вязьом, зливаючись з ними, примикає село Малі Вязьоми (Голіцинський автобусний завод розташований вже в Малих Вязьомах)

## Вулиці
- вул. Городок-17
- вул. Інститут
- вул. Можайське шосе
- вул. Петровське шосе
- вул. Петровський проїзд
- вул. Станційна
- вул. Шкільна
- вул. Ямська

## Населення
| 2002    | 2006    | 2009    | 2010    | 2012    | 2013    | 2014    |
| ------- | ------- | ------- | ------- | ------- | ------- | ------- |
| 5667    | ↗11 162 | ↗12 624 | ↗12 650 | ↘12 571 | ↗12 604 | ↘12 584 |
| 2015    | 2016    | 2017    | 2018    | 2019    | 2020    |         |
| ↘12 487 | ↗12 588 | ↗12 603 | ↘12 549 | ↘12 307 | ↗12 467 |         |